# Safri Duo
Pour les articles homonymes, voir Duo (homonymie).
Safri Duo est un groupe danois de musique électronique créé en 1990 à Copenhague par Uffe Savery et Morten Friis.
Tous deux se sont rencontrés en 1977 au conservatoire royal danois.

## Historique
De 1990 à 1998, ils sortent six albums qui transcrivent principalement des œuvres classiques de Chopin ou Bach.
Leur septième LP Episode II en mai 2001 apporte à Safri Duo leur plus grand tube Played Alive.
Suit un huitième album Safri Duo 3.0 en 2003.

## Discographie

### Albums

#### Albums studio
- 1990 : Turn Up Volume
- 1994 : Works for Percussion
- 1995 : Lutoslawski, Bartók, Helweg
- 1995 : Percussion Transcriptions
- 1996 : Goldrush
- 1998 : Bach to the Future
- 2001 : Episode II
- 2003 : 3.0
- 2004 : 3.5
- 2008 : Origins

#### Album-compilation
- 2010 : Greatest Hits

### Singles
- 2000 : Played-A-Live (The Bongo Song)
- 2001 : Samb-Adagio
- 2001 : Baya Baya
- 2002 : Sweet Freedom (featuring Michael McDonald)
- 2003 : Fallin' High
- 2003 : All the People in the World (featuring Clark Anderson)
- 2004 : Rise (Leave Me Alone) (featuring Clark Anderson)
- 2004 : Knock on Wood (featuring Clark Anderson)
- 2008 : Twilight
- 2010 : Helele (avec Velile)
- 2010 : Mad World (avec Michael Parsberg featuring Isam B)
- 2010 : Masterpiece (avec SebastiAn featuring Limewax)
- 2013 : Dimitto (Let's Go) (avec Kato featuring Bjørnskov)
- 2017 : Zeit der Sommernächte (avec Oonagh)
- 2023 : Cynical (avec Twocolors & Chris De Sarandy)

### Remixes
- 2001 : Casa Cuba - Perhaps, Perhaps, Perhaps (Safri Duo vs. Fairlite Remix)
- 2001 : Marc et Claude - Tremble (Safri Duo vs. Fairlite Remix)
- 2010 : Velile & Safri Duo - Helele (Safri Duo Single Mix)